# Gavroche
Gavroche ist eine Erzählung von Victor Hugo.

## Inhalt
Der elfjährige Gavroche  lebt im Revolutionsjahr 1832 auf den Straßen von Paris, weil ihn seine Eltern nicht haben wollen.
Sein Rückzugsort ist das Holzgerüst des Elefanten der Bastille.
Er lebt von kleinen Diebstählen und Betteln. Gavroche unterstützt andere Kinder und Hilfsbedürftige, darunter auch seine Brüder, von denen er nicht weiß, dass sie es sind.
Er kämpft gegen die Ungerechtigkeit und das Elend in Paris.
So beteiligt er sich auch an den Kämpfen der Aufständischen gegen die Nationalgarde als einer der Mutigsten...

## Hintergründe
Der französische Schriftsteller Victor Hugo verfasste sein bekanntes Romanwerk Les Misérables (Die Elenden) von 1845 bis 1862. Eine der Figuren war der elfjährige Gavroche.
Aus dem umfangreichen Epos wurden später verschiedene stark gekürzte Auszüge und Adaptionen mit dem Titel Gavroche herausgegeben.
1934 erschien eine gekürzte Fassung in Bielefeld, wahrscheinlich in französischer Sprache.
1957 wurde in Ost-Berlin eine deutsche Fassung herausgegeben. Sie erschien danach in  etwa 18 weiteren Auflagen in mehreren DDR-Verlagen.
Sie wurde obligatorische Schullektüre in der DDR.
Der Held Gavroche galt den Verantwortlichen als Vorbild für revolutionären Mut, trotz  seines unangepassten und kleinkriminellen Lebensstils.
1982 erschien eine Lizenzausgabe im Elefanten Press Verlag in West-Berlin.  Es gab außerdem eine rumänische und eine obersorbische Übersetzung, sowie einen Fernsehfilm 1987 und eine Liedfassung von Bernd Rump für die Singebewegung der DDR.

## Deutsche Ausgaben
- Le petite Gavroche, Velhagen & Klasing, Bielefeld, Leipzig 1934, wahrscheinlich in französischer Sprache
- Gavroche. Die Geschichte eines Pariser Jungen 1832, für die Jugend bearbeitet von Edith Zenker, Kinderbuchverlag Berlin, 1957, 6. Auflage 1987; außerdem mehrere Taschenbuchausgaben
- Gavroche. Die Geschichte eines Pariser Jungen 1832, leicht gekürzte Ausgabe, Volk und Welt, Berlin 1960, etwa 16 weitere Auflagen  bis 1987
- Gavroche, Elefanten Press, Berlin 1982, Lizenzausgabe für die Bundesrepublik und West-Berlin

## Deutsche Hörspielbearbeitung
Im Jahr 1986 entstand beim Rundfunk der DDR eine Hörspielfassung von Erhard Preuk, ebenfalls unter dem Titel Gavroche.
Unter der Regie von Klaus Zippel sprachen: Detlef Nier (Gavroche), Hans Oldenbürger (Montparnasse), Jens Scharge (Murkel) und Wolfgang Brunecker (Vater Marbeuf).
Die Erstsendung fand am 9. Februar 1987 statt. Die Abspieldauer beträgt 40'03 Minuten.